# Niall Caille
Niall mac Áeda (fallecido en 846), conocido Niall Caille (Niall de los Callan) para distinguirle de su nieto Niall mac Áeda (- 917), fue un Rey Supremo de Irlanda.

## Contexto

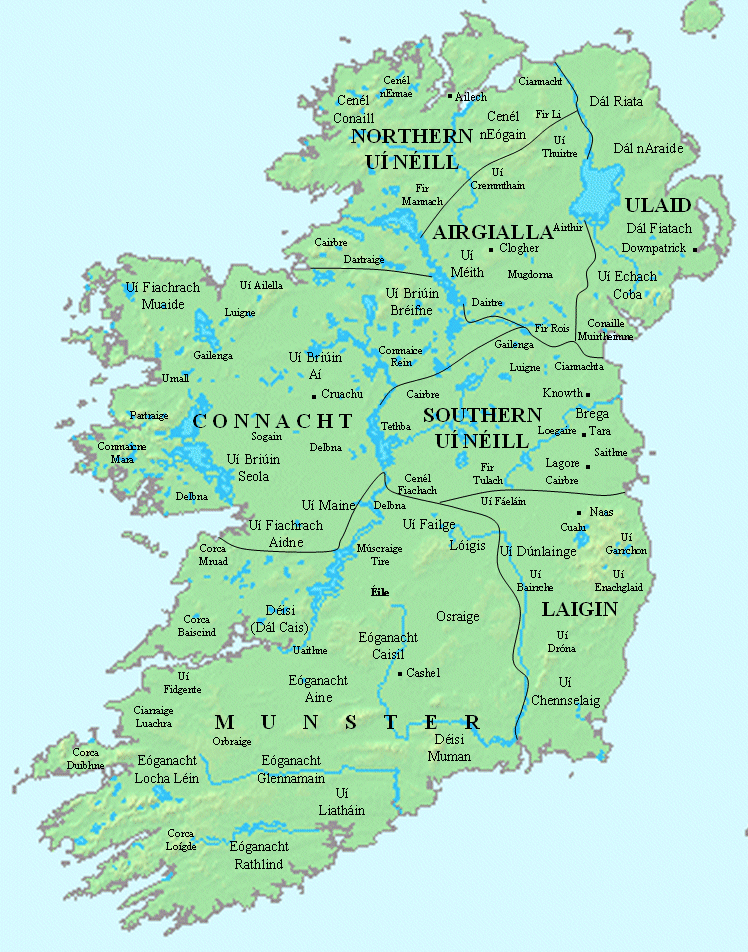
Primeros pueblos y reinos de Irlanda, cristianos.

Niall pertenecía a los Cenél nEógain, una rama de los Uí Néill del norte, un grupo familiar cuyos gobernantes dominaron la política Irlandesa. Era hijo de Áed mac Néill (- 819), llamado Áed Oirdnide, que había sido a su vez Rey Supremo. Según el Banshenchas del siglo XII, su madre era Medb, hija de Indrechtach mac Muiredaig de los Uí Briúin de Connacht.
El título de Rey Supremo de Irlanda era, en la práctica, compartido por los Cenél nEógain del norte y los Clann Cholmáin del sur, ambos ramas de los Uí Néill, de modo que cuando el padre de Niall murió, fue sucedido por Conchobar mac Donnchada de Clann Cholmáin, cuyo padre Donnchad Midi había sido Rey antes que Áed. Niall tampoco sucedió inmediatamente a su padre al frente de los Cenél nEógain. Su primo segundo Murchad mac Máele Dúin fue escogido para ser Rey de Ailech y jefe de Cenél nEógain. Niall se convertiría en rey de Ailech en 823, cuándo los Anales de Úlster informan de la deposición de Murchad.

## Rey de Ailech
En 827 estalló un conflicto importante en el seno de la iglesia en Armagh llevó a la guerra. Los Anales de los Cuatro Maestros proporcionan un relato extenso de los acontecimientos. Según este relato, Cummascach mac Cathail de los Uí Cremthainn, rey del Airgíalla, expulsó al confesor de Niall, Éogan Mainistrech de Armagh e instaló a su propio medio hermano, Artrí mac Conchobair, que pudo haber sido hijo del Rey Conchobar mac Donnchada, como abad de Armagh. Los Anales de Ulster sitúan a Artrí como obispo de Armagh en 825 cuándo impuso la Ley de Patrick en Connacht junto con Feidlimid mac Crimthainn, el Rey de Munster, sugiriendo que actuaba como abad y heredero espiritual de San Patricio.
Sea cual fuere la causa exacta del conflicto, Niall reclutó un ejército entre los Cenél nEógain y Cenél Conaill y marchó sobre Armagh. A su paso salieron Cummascach y los Airgíalla, a los que se había unido Muiredach mac Eochada, rey de Ulster, y su ejército. Según los Anales de los Cuatro Maestros, la batalla de Leth Cam, cerca de Kilmore, Condado Armagh, duró tres días. Fue una victoria decisiva para Niall. Cummascach y su hermano Congalach murieron, y los Anales de Ulster añadieron que "muchos otros reyes de Airgialla" también murieron allí. La derrota rompió el poder de Airgíalla que a partir de entonces pasó a ser súbdito de los reyes Uí Néill. Artrí fue depuesto como abad de Armagh y Niall pudo haber instalado a Éogan Mainistrech, ya que se menciona su muerte como abad de Armagh por los Anales del Ulster en 834.

## Rey de Tara
Tras la muerte de Conchobar mac Donnchada en 833, Niall se convirtió en rey. Su reinado comenzó con una victoria sobre los Vikingos que atacaban Derry. Esto fue seguido en 835 por una expedición a Leinster. Los Anales de Ulster dicen que "Niall dirigió un ejército a Laigin e instaló un rey sobre Laigin". Eligió como rey de Leinster a Bran mac Fáeláin de Uí Dúnlainge. El mismo año asaltó a los Uí Néill del sur y saqueó el país alcanzando el moderno Condado de Offaly.
Al año siguiente, 836, Niall se enfrentó con el Rey de Munster, Feidlimid mac Crimthainn. Feidlimid, que era clérigo, rey, abad de Clonfert y seguidor de los austeros Céli Dé, atacó Kildare y capturó a Forindán, abad de Armagh. A pesar de que esto puede haber sido un desafío a Niall, Benjamin Hudson indica que Forindán había reemplazado a Diarmait ua Tigernáin el año antes, y que no se sabe a quien apoyaba Niall. En 838 Niall y Feidlimid celebraron un rígdal, una conferencia real, bien en Cloncurry o en Clonfert. Fuentes del sur como los Anales de Innisfallen dicen que Niall reconoció Feidlimid como Rey Supremo, mientras fuentes del norte como los Anales de Ulster sencillamente informar la reunión sin dar más detalles.
Cualquier acuerdo alcanzado en el rígdal, no sirvió para terminar el conflicto. En 840 Feidlimid dirigió un ejército a la Colina de Tara, y acampó allí, mientras Niall saqueaba nuevamente Offaly para socavar los apoyoa de Feidlimid allí. No hubo batalla entre ambos hasta 841, en Mag nÓchtair, cerca de Cloncurry, donde Niall salió vencedor. A pesar de que Feidlimid gobernó durante otros cinco años, muriendo finalmente en 847, quizás de enfermedad, nunca volvió a atacar el norte.
Mientras Niall era un activo oponente de los vikingos en el norte, no parece haber luchado contra los vikingos en otros lugares. Durante su reinado, el foco de la actividad vikinga se desplazó al este y al centro de Irlanda, con establecimientos permanentes en Lough Neagh y cerca de Dublín. Niall derrotó a los Vikingos en Mag nÍtha, moderno condado de Donegal, en 845. Al año siguiente se ahogó en el río Callan, cerca de Armagh, de donde deriva su sobrenombre. Esté enterrado en Armagh. Niall fue sucedido como Rey Supremo por Máel Sechnaill mac Máele Ruanaid de Clann Cholmáin.

## Familia
Niall estuvo casado con Gormflaith ingen Donncadha, hermana de Conchobar mac Donnchada. Murió en 861 y el aviso de su muerte en los Anales de Ulster la describe como "la más encantadora reina de los irlandeses". Entre los hijos de Niall se incluyen Áed Findliath, que más tarde sería Rey Supremo y que es recordado como hijo de Gormflaith, así como una hija cuyo nombre no ha sobrevivido que se casó con Conaing mac Flainn del Síl nÁedo Sláine, además de otros muchos hijos.